# 악성 댓글
악성 댓글(惡性 - , 영어: flaming, roasting) 또는 악성 리플(惡性reply)은 상대방이 올린 글에 익명으로 비방이나 험담을 하는 범죄를 뜻한다. 악성 댓글을 다는 사람을 악플러라고 한다. 대한민국에서는 일반적으로 정보통신망 이용촉진 및 정보보호 등에 관한 법률 명예훼손 또는 형법 모욕죄에 의해 최대 징역형에 처벌된다. 우리나라 사람들은 타국에 비해 악플을 선호하는 편이다.

## 원인
네티즌들이 익명성을 악용하여 논리적이기보다는 감정적인 인신공격 등을 행함으로써 악성 댓글의 악순환으로 이어지는 경향이 있다. 외적인 요인으로는 옐로 저널리즘의 선정적 보도가 네티즌의 마녀사냥을 유도하거나 부추기는 면이 있고, 댓글 알바는 집단적인 분위기를 조장하거나 막는 데 역할을 하기도 한다. 즉, 사이버 여론 조작과 악플러의 구분이 모호한 인터넷 사회가 된 것을 의미한다.
옐로 저널리즘은 원시적 본능을 자극하고, 흥미 위주의 보도를 함으로써 선정주의적 경향을 띠는 저널리즘으로 특정 사안에 대해 네티즌들의 폭발적인 반응을 불러일으킨다. 이는 엄청난 악성 댓글로 이어져 해당 피해자를 공격한다.
상대방의 괴로움을 즐기기도 한다.
악플러가 되는 내적인 요인에는 열등감과 질투, 대인관계 부족, 자신감 부족, 사회적 고립으로 인한 판단력 상실, 사회적 불만, 반사회적 성격, 자폐 성향, 관심병 등이 있다.

## 대한민국의 악성 댓글 처벌 관련 규정
악성 댓글을 처벌하기 위한 움직임이 여러 곳에서 조금씩 일어났다. 언론에서도 악성 댓글에 대한 문제점을 부각하기도 하였다. 2008년 7월, 인터넷 실명제를 도입하자는 논의가 있었으며, 10월에는 사이버모욕죄를 신설을 추진하여 기존의 일반 명예훼손(2년 이하의 징역이나 금고 또는 500만 원 이하의 벌금에 처할 수 있으나 피해자의 의사에 반하여 공소를 제기하지 못하는 반의사불벌죄이다.)이나 모욕죄(1년 이하의 징역이나 금고 또는 200만원 이하의 벌금에 처할 수 있다. 그러나 피해자의 고소가 있어야 공소를 제기 할 수 있는 친고죄이다.)보다 처벌을 매우 강화한 법률안이 국회에서 발의되었으나 입법은 무산되었다.
발의된 '사이버 명예훼손'은 일반 명예훼손죄보다 행위수단의 특수성으로 인하여 불법이 가중된 유형으로서 최고 9년 이하의 징역 또는 5천만원 이하의 벌금형에 반의사 불벌죄 또는 친고죄에 해당하지 않으며, '모욕죄'도 마찬가지로 형법상의 모욕죄보다 행위수단의 특성으로 인하여 불법이 가중되어 최고 3년 이하의 징역 또는 1천만원 이하의 벌금형에 처해질 수 있고 마찬가지로 반의사 불벌죄 또는 친고죄에 해당하지 않아 패해자의 의사와 관계없이 수사기관의 공소제기가 가능하므로 처벌의 정도와 그 가능성을 매우 높이려 하였다.
이에 대하여 명예훼손 행위와 모욕행위가 인터넷과 같은 온라인상에서 이루어질 때 그 매체의 특성으로 인한 위험성(즉, 높은 전파가능성으로 인한 피해의 확대)을 고려하여 위와 같은 사이버 명예훼손죄나 모욕죄를 신설에 찬성하는 입장이 있고, 반면 사이버 명예훼손죄와 모욕죄의 형이 지나치게 가혹하여 표현의 자유를 침해할 위험이 있으며 사이버상에서의 명예훼손이나 모욕행위도 형법상의 규정으로 충분히 처벌이 가능하다는 이유로 신설에 반대하는 입장이 있다.

## 같이 보기
- 관심병
- 네티켓
- 사이버 망명
- 사이버 명예훼손
- 사이버 범죄
- 사이버 불링
- 충격 고로케
- 마녀사냥
- 인기
- 악행
- 어그로
- 트롤링
- 좌익주의
- 논리적 오류
- 인지부조화
- 정신승리
- 반지성주의
- 우마오당
- 더쿠
- 네이버뉴스
- 테러

## 관련도서
악플전쟁. 2021 개정판. 